# Elezioni comunali in Emilia-Romagna del 2012
Il 6 e 7 maggio 2012 (con ballottaggio il 20 e 21 maggio) in Emilia-Romagna si tennero le elezioni per il rinnovo di numerosi consigli comunali.

## Bologna

### Budrio
| Candidati e Liste                                                                            | Voti  | %       | Seggi |
| -------------------------------------------------------------------------------------------- | ----- | ------- | ----- |
| Giulio Pierini                                                                               | 4.528 | 46,57   | -     |
| Partito Democratico                                                                          | 3.424 | 38,00   | 10    |
| La Sinistra per Budrio (Sinistra Ecologia Libertà-Rifondazione Comunista-Comunisti Italiani) | 268   | 2,97    | -     |
| Italia dei Valori                                                                            | 212   | 2,35    | -     |
| Verdi Ecologisti e Reti Civiche                                                              | 197   | 2,19    | -     |
| Antonio Giacon                                                                               | 1.983 | 20,40   | 1     |
| Movimento 5 Stelle                                                                           | 1.896 | 21,04   | 2     |
| Maurizio Mazzanti                                                                            | 1.308 | 13,45   | 1     |
| Noi per Budrio                                                                               | 1.256 | 13,94   | 1     |
| Gianfrancesco Pasquale                                                                       | 1.241 | 12,76   | 1     |
| Il Popolo della Libertà                                                                      | 1.010 | 11,21   | -     |
| Amare Budrio                                                                                 | 176   | 1,95    | -     |
| Alessandro Ricci                                                                             | 366   | 3,76    | -     |
| Unione di Centro-Ricci Sindaco                                                               | 316   | 3,51    | -     |
| Tiziano Quaglia                                                                              | 229   | 2,36    | -     |
| Lega Nord                                                                                    | 200   | 2,22    | -     |
| Mauro Rinaldi                                                                                | 67    | 0,69    | -     |
| Le Vele di Budrio                                                                            | 55    | 0,61    | -     |
| Totale alle liste                                                                            | 9.010 | 100,00  | 13    |
| TOTALE                                                                                       | 9.722 | 100,00' | 16    |

## Ferrara

### Comacchio
| Candidati e Liste | Voti   | %      | Seggi |
| --- | ------ | ------ | ----- |
| Marco Fabbri | 2.489  | 22,28  | -     |
| Movimento 5 Stelle                                                                                                   | 1.980  | 20,41  | 10    |
| Alessandro Pierotti                                                                                                  | 4.075  | 36,48  | 1     |
| L'Onda | 1.568  | 16,16  | 2     |
| Partito Democratico                                                                                                  | 1.489  | 15,35  | 1     |
| Futura Comacchio | 611    | 6,30   | -     |
| Unione di Centro-Terzo Polo per Comacchio                                                                            | 233    | 2,40   | -     |
| Antonio Di Munno | 1.628  | 14,57  | 1     |
| Il Popolo della Libertà                                                                                              | 1.186  | 12,23  | -     |
| Il Faro | 240    | 2,47   | -     |
| Fabio Cavallari | 1.257  | 11,25  | 1     |
| Centrosinistra per Comacchio (Italia dei Valori-Sinistra Ecologia Libertà-Rifondazione Comunista-Comunisti Italiani) | 968    | 9,98   | -     |
| Alberto Lealini | 1.033  | 9,25   | -     |
| Voce Giovane per Comacchio                                                                                           | 904    | 9,32   | -     |
| Maura Tomasi | 688    | 6,16   | -     |
| Lega Nord | 521    | 5,37   | -     |
| Totale alle liste | 9.700  | 100,00 | 13    |
| TOTALE | 11.170 | 100,00 | 16    |

## Parma

### Parma
| Candidati e Liste                   | Voti   | %      | Seggi |
| ----------------------------------- | ------ | ------ | ----- |
| Federico Pizzarotti                 | 17.103 | 19,47  | -     |
| Movimento 5 Stelle                  | 13.817 | 19,90  | 20    |
| Vincenzo Bernazzoli                 | 34.433 | 39,21  | 1     |
| Partito Democratico                 | 17.472 | 25,16  | 5     |
| Comunisti Italiani                  | 4.059  | 5,84   | 1     |
| Altra Politica                      | 3.449  | 4,97   | 1     |
| Italia dei Valori                   | 2.032  | 2,93   | -     |
| Parma che cambia                    | 1.815  | 2,61   | -     |
| Parma Progressista Socialista laica | 1.065  | 1,53   | -     |
| Consumatori e Pensionati            | 121    | 0,17   | -     |
| Elvio Ubaldi                        | 14.366 | 16,36  | 1     |
| Unione di Centro                    | 4.147  | 5,97   | 1     |
| Civiltà Parmigiana                  | 3.890  | 5,60   | -     |
| Parma Moderata Libera Solidale      | 1.405  | 2,02   | -     |
| Roberto Ghiretti                    | 8.873  | 10,10  | 1     |
| Parma Unita                         | 5.944  | 8,56   | -     |
| Roberta Roberti                     | 4.504  | 5,13   | -     |
| Parma Bene Comune                   | 1.661  | 2,39   | -     |
| Rifondazione Comunista              | 1.290  | 1,86   | -     |
| Paolo Buzzi                         | 4.209  | 4,79   | 1     |
| Il Popolo della Libertà             | 3.275  | 4,72   | -     |
| Cantiere Popolare                   | 418    | 0,60   | -     |
| Andrea Zorandi                      | 2.375  | 2,70   | -     |
| Lega Nord                           | 2.064  | 2,97   | -     |
| Priamo Bocchi                       | 1.204  | 1,37   | -     |
| La Destra                           | 954    | 1,37   | -     |
| Wallì Bonvicini                     | 380    | 0,43   | -     |
| Siamo Voi! Buongiorno Italia!       | 265    | 0,38   | -     |
| Liliana Spaggiari                   | 380    | 0,43   | -     |
| Partito Comunista dei Lavoratori    | 302    | 0,43   | -     |
| Totale alle liste                   | 69.445 | 100,00 | 28    |
| TOTALE                              | 87.827 | 100,00 | 32    |

## Piacenza

### Piacenza
| Candidati e Liste                                                                                        | Voti   | %      | Seggi |
| --- | ------ | ------ | ----- |
| Paolo Dosi                                                                                               | 22.878 | 47,11  | -     |
| Partito Democratico                                                                                      | 10.855 | 26,60  | 12    |
| Moderati                                                                                                 | 5.460  | 13,38  | 6     |
| Italia dei Valori                                                                                        | 1.723  | 4,22   | 1     |
| Sinistra per Piacenza (Sinistra Ecologia Libertà-Partito Socialista Italiano-Federazione della Sinistra) | 1.428  | 3,50   | 1     |
| Andrea Paparo                                                                                            | 15.086 | 31,07  | 1     |
| Il Popolo della Libertà                                                                                  | 8.942  | 21,91  | 6     |
| Sveglia                                                                                                  | 1.754  | 4,30   | 1     |
| Piacenza Viva                                                                                            | 1.308  | 3,20   | -     |
| Mirta Quagliaroli                                                                                        | 4.771  | 9,82   | 1     |
| Movimento 5 Stelle                                                                                       | 4.070  | 9,97   | 2     |
| Massimo Polledri                                                                                         | 3.022  | 6,22   | 1     |
| Lega Nord                                                                                                | 2.212  | 5,42   | -     |
| Forza Piacenza                                                                                           | 271    | 0,66   | -     |
| Pensionati Emiliani - Movimento Cristiano                                                                | 98     | 0,24   | -     |
| Pier Angelo Solenghi                                                                                     | 1.413  | 2,91   | -     |
| Piacenza Bene Comune                                                                                     | 1.242  | 3,04   | -     |
| Pierpaolo Gallini                                                                                        | 932    | 1,92   | -     |
| Unione di Centro                                                                                         | 1.072  | 2,63   | -     |
| Pietro Luigi Tansini                                                                                     | 459    | 0,95   | -     |
| Pensionati Piacentini                                                                                    | 379    | 0,93   | -     |
| Totale alle liste                                                                                        | 40.814 | 100,00 | 29    |
| TOTALE                                                                                                   | 48.561 | 100,00 | 32    |